# TeamCity
TeamCity je server pro správu sestavování aplikace a průběžnou integraci od JetBrains. Poprvé byl vydán 2. října 2006. Jedná se o komerční proprietární software.

## Podporované systémy správy verzí
TeamCity podporuje tyto systémy správy verzí:
- Git
- Mercurial
- Subversion
- Perforce
- CVS
- Borland StarTeam
- IBM Rational ClearCase (Base a UCM)
- Team Foundation Server (2005, 2008, 2010)
- Visual Studio Team Services
- Plastic SCM
- Microsoft Visual SourceSafe
- SourceGear Vault